# Lestrigonus macrophthalmus
Lestrigonus macrophthalmus är en kräftdjursart som först beskrevs av J. Vosseler 1901.  Lestrigonus macrophthalmus ingår i släktet Lestrigonus och familjen Lestrigonidae. Inga underarter finns listade i Catalogue of Life.